# منتخب فنلندا تحت 17 سنة لكرة السلة
منتخب فنلندا تحت 17 سنة لكرة السلة  هو ممثل فنلندا الرسمي في المنافسات الدولية في كرة السلة 
.